# Wapen van Klimmen
Het wapen van Klimmen werd op 24 december 1903 aan de Nederlands Limburgse gemeente Klimmen toegekend. Het wapen bleef tot de gemeentelijke fusie in 1982 in gebruik. Na de gemeentelijke fusie raakte het wapen in onbruik, de nieuwe gemeente Voerendaal behield de naam van de oude gemeente Voerendaal en daarmee ook het oude wapen.

## Geschiedenis
Het wapen is gelijk aan het wapen van de Benedictijner abdij van Reims, het klooster bezat in de 9e eeuw grondrechten in Klimmen, Schimmert en Meerssen. Remigius van Reims werd op een zegel uit de 16e eeuw (1546) als schildhouder gebruikt. Het zegel werd gebruikt door de schepenbank. Hoewel Klimmen onder de proosdij in Meerssen ressorteerde, gebruikte het op het zegel een deel van het wapen van Valkenburg. Aan het einde van die eeuw was duidelijk te zien dat de leeuw gekroond en dubbelstaartig was, dat is de leeuw van Valkenburg. Dit schild kwam ook in het latere wapen van Klimmen terug als het hartschild. Onder andere de Maasgouw van maart 1906 besteedde aandacht aan de verlening van het wapen. Het wapen is uit naam van koningin Wilhelmina op 24 december 1903 toegezegd door toenmalig minister van Justitie J. A. Loeff. Hierbij werd bekendgemaakt dat het schild niet alleen de leeuw van Valkenburg zou tonen, maar ook het wapen van de abdij van Reims. Hiermee werd het wapen vergelijkbaar met dat van de andere twee plaatsen die onder de abdij ressorteerden.

## Blazoenering
De blazoenering van het wapen luidde als volgt:
Gevierendeeld: I en IV in azuur 9 leliën van goud, geplaatst in 3 rijen van 3, II en III in goud een dubbele adelaar van sabel, getongd en geklauwd van keel, de beide koppen omgeven door een kring van goud, de adelaar overtopt door de keizerlijke kroon van goud; over alles heen als hartschild van dit wapen (hetwelk dat is der voormalige Benedictijner abdij van Reims), het wapen der Heeren van Valkenburg, zijnde, in zilver een dubbelgestaarte leeuw van keel, gekroond en geklauwd van goud. Het schild gesteund tegen de daarachter geplaatste figuur van den H.Remigius, staande op een grasgrond, met gelaat en handen van natuurlijke kleur, gekleed in bisschoppelijk gewaad van zilver, waarover met gouden kruisjes versierd pallium van zilver, het hoofd gedekt door een mijter van zilver, met een kruis en omboordsel van goud, en omgeven door een nimbus van hetzelfde; in de rechterhand de H.Ampulla van goud, waarboven de legendarische duif van zilver; in de linkerhand een bisschopsstaf van goud.
Het schild is in vier kwartieren gedeeld. Het eerste en vierde kwartier, rechtsboven en linksonder (voor de kijker linksboven en rechtsonder) zijn blauw van kleur met daarop negen gouden leliën. De leliën zijn drie aan drie geplaatst. In de delen II en III een dubbelkoppige adelaar die volgens de beschrijving rode tongen en klauwen heeft (hetgeen ontbreekt op de registertekening van de Hoge Raad van Adel) met om de hoofden een aureool, met boven de hoofden de Rudolfinische keizerskroon. Over de vier kwartieren is een hartschild geplaatst, het schild is zilverkleurig met daarop een rode leeuw met twee staarten. De leeuw is gekroond en genageld van goud.
Als schildhouder fungeert de heilige Remigius van Reims, hij is gekleed in een zilveren bisschoppelijk gewaad, het pallium is van zilver en versierd met gouden kruisjes. Ook zijn mijter is van zilver met een gouden rand en gouden kruis. In zijn rechterhand houdt sint Remigius een gouden ampul met daarboven een zilveren duif, de Heilige Geest. In de linkerhand een gouden kromstaf. De beide handen en het gezicht zijn van natuurlijke kleur, om het hoofd een gouden nimbus of aureool.

## Vergelijkbare wapens
De volgende wapens hebben overeenkomsten met het wapen van Klimmen:

Het wapen van Meerssen
Het oude wapen van Meerssen met daarop Sint Remigius als schildhouder van twee schilden.
Het wapen van Schimmert

Ook de voormalige gemeente Slenaken voerde in het wapen de heilige Remigius als schildhouder.
Ambt Montfort
· Amby
· Amstenrade
· Arcen en Velden
· Baexem
· Beegden
· Beek
· Belfeld
· Bemelen
· Berg en Terblijt
· Bingelrade
· Bocholtz
· Borgharen
· Born
· Broekhuizen
· Broeksittard 
· Buggenum
· Bunde
· Cadier en Keer
· Echt 
· Eijsden
· Elsloo
· Eygelshoven
· Geleen
· Gennep
· Geulle
· Grathem
· Grevenbicht
· Gronsveld
· Grubbenvorst
· Gulpen 
· Haelen
· Heel
· Heel en Panheel
· Heer
· Helden
· Herten
· Heythuysen
· Hoensbroek
· Horn
· Horst
· Houthem
· Hulsberg
· Hunsel
· Itteren
· Jabeek
· Kessel
· Klimmen
· Limbricht
· Linne
· Maasbracht
· Maasbree
· Maasniel
· Margraten
· Meerlo
· Meerlo-Wanssum
· Meerssen
· Meijel
· Melick en Herkenbosch
· Merkelbeek
· Mheer
· Montfort
· Munstergeleen
· Neer
· Neeritter
· Nieuwenhagen
· Nieuwstadt
· Noorbeek
· Nuth
· Onderbanken
· Obbicht en Papenhoven
· Ohé en Laak
· Oirsbeek
· Ottersum
· Oud-Valkenburg
· Oud-Vroenhoven
· Posterholt
· Roggel
· Roggel en Neer
· Roosteren
· Schaesberg
· Schimmert
· Schinnen
· Schinveld
· Sevenum
· Simpelveld
· Sint Geertruid
· Sint Odiliënberg
· Sint Pieter
· Sittard
· Slenaken
· Spaubeek
· Stramproy
· Stevensweert
· Susteren
· Swalmen
· Tegelen
· Thorn
· Ubach over Worms
· Ulestraten
· Urmond
· Valkenburg
· Vlodrop
· Wanssum
· Wessem
· Wijlre
· Wijnandsrade
· Wittem